# Wenner-Gren Foundation for Anthropological Research
Die Wenner-Gren Foundation for Anthropological Research ist eine US-amerikanische Stiftung, deren Ziel es ist, die Forschung auf dem Gebiet der Anthropologie weltweit zu fördern. Sie wurde 1941 von Axel Wenner-Gren, dem schwedischen Gründer und Eigentümer des Küchengeräteherstellers Electrolux, als Viking Fund gegründet und 1951 in ihre heute noch gültige Bezeichnung umbenannt. Sitz der Stiftung ist New York City, das Stiftungskapital bestand 1941 aus Elektrolux-Aktien im damaligen Wert von zwei Millionen US-Dollar.
Angeregt zur Gründung der Stiftung wurde Axel Werner-Gren (1881–1961) durch den Dokumentarfilmer Paul Fejos, der seit Mitte der 1930er-Jahre eine Reihe ethnologischer Kurzfilme für die Svensk Filmindustri in Asien realisiert hatte. Werner-Gren galt in den 1930er-Jahren als einer der reichsten Männer der Welt und sorgte gemeinsam mit Fejos dafür, dass binnen weniger Jahre neun Forschungsinstitute gegründet und zahlreiche Konferenzen und Seminare organisiert wurden; zeitweise wurde die Burg Wartenstein in Niederösterreich als Tagungsort genutzt. Ferner wurden Forschungsprojekte und die Veröffentlichung ihrer Ergebnisse finanziell gefördert, in New York City wurde eine Bibliothek mit über 28.000 Bänden aufgebaut, und es wurden Büroräume für besuchende Anthropologen bereitgestellt. Dank eines Stipendiums der Stiftung konnte beispielsweise Gustav Heinrich Ralph von Koenigswald Ende der 1940er-Jahre zwei Jahre lang am American Museum of Natural History forschen, die Studien von Louis Leakey in der Olduvai-Schlucht wurden ab den 1950er-Jahren unterstützt, und auch Charles Kimberlin Brain begann seine Forscherkarriere dank eines mehrjährigen Stipendiums. Bernard Wood führt in seiner Wiley-Blackwell Encyclopedia of Human Evolution Dutzende Grabungsstätten in Afrika und Asien an, die dank der Stiftung erforscht werden konnten: Allein in den 1960er- und 1970er-Jahren seien mehr als 300 Zuschüsse gewährt worden.
Seit 1959 unterstützt die Stiftung die Herausgabe der Fachzeitschrift Current Anthropology, seit 1980 hat die Stiftung ihr Förderkonzept geändert und finanziert seitdem vor allem Doktoranden auf dem Gebiet der Paläoanthropologie. Die Stiftung verfügt heute über Vermögenswerte von rund 200 Millionen US-Dollar.

## Belege
1. ↑  Eintrag Wenner-Gren Foundation for Anthropological Research in: Bernard Wood (Hrsg.): Wiley-Blackwell Encyclopedia of Human Evolution. 2 Bände. Wiley-Blackwell, Chichester u. a. 2011, ISBN 978-1-4051-5510-6.
2. ↑  Wenner-Gren Foundation: Financial Statements for 2020. Stand: 31. Dezember 2020.